# 戴小祥
戴小祥（1990年12月15日—），福建厦门翔安人，中国男子射箭運動員。

## 簡介
2003年，戴小祥獲推荐加入厦门射箭队，跟隨教练胡斌練習射箭。四年後（2007年），他便代表厦门队贏得第六届中华人民共和国城市运动会男子个人賽亚军，其後还获得全国锦标赛的冠军。
2009年10月，戴小祥入选国家队，成为厦门史上首位入选国家队的射箭運動員。2010年，戴小祥代表中国队參加广州亚运会，贏得男子团体射箭銀牌。
2011年，戴小祥在世界杯4站分站赛後总积分跻身前八，首度获得总决赛资格。他在总决赛上表現突出，最終贏得个人賽亚军，創下中国男子射箭队的历來最好的成绩。
2012年，戴小祥代表中国出戰英國倫敦舉行的奥林匹克运动会射箭比賽男子個人和男子團體賽事。在个人比赛中获得铜牌。